# Chiyoshi Kubo
Chiyoshi Kubo, (en japonès: 久保千代志, Hokkaido, 27 de juliol de 1952) va ser un ciclista japonès, que s'especialitzà amb la pista. Va guanyar una medalla de bronze al Campionat del món de keirin de 1981 per darrere de l'australià Danny Clark i l'italià Guido Bontempi.